# Stephen Léopold
 (novembre 2011).
Si vous disposez d'ouvrages ou d'articles de référence ou si vous connaissez des sites web de qualité traitant du thème abordé ici, merci de compléter l'article en donnant les références utiles à sa vérifiabilité et en les liant à la section « Notes et références ».
 (mai 2023).
Améliorez-le ou discutez des points à vérifier. 
Stephen Léopold (né le 15 novembre 1951 à Montréal, Québec, Canada) est un professionnel et un entrepreneur de l’immobilier.

## Biographie
Léopold est issu d’une famille notoire de Montréal et est un québécois de 9e génération. Sa grand-mère paternelle, Rhoda Léopold, était une illustre philanthrope canadienne. Elle était la seule personne, homme ou femme, à présider l’équivalent canadien de l'United Jewish Appeal (maintenant appelé l’United Jewish Communities (UJC)) ainsi que le Combined Jewish Appeal pour quatre années consécutives. Rhoda Léopold est décédée en 1964. Le prix de femme de l’année (Woman of the Year Award), le Prix Rhoda Léopold, remis par le Combined Jewish Appeal de Montréal, honore son nom. Le père de Léopold était le feu Irwin Léopold, un homme d’affaires et un développeur montréalais. Irwin Léopold a initié le développement du Westmount Square à Montréal. Le Westmount Square, un complexe d’édifices commerciaux et résidentiels dont le but était de former « une ville au cœur de la ville », a été dessiné par Ludwig Mies van der Rohe. Quelques-uns des autres projets majeurs développés par Irwin Léopold incluent le Burlington Square à Burlington, Vermont, l’édifice de la Banque Royale à Ottawa, le Lafayette Square à Boston, ainsi que l’ancien bureau-chef de la Banque Nationale du Canada dans le Vieux-Montréal.
Dans sa jeunesse, Stephen Léopold étudie à Selwyn House School, une école privée, et à Westmount High School. Il est ensuite diplômé avec mention d’honneur de l’Université McGill à Montréal où il étudie à la faculté de droit.

## Carrière

### Au Canada
Alors qu’il étudie encore à la faculté de droit de l’Université McGill, il devient enquêteur du Comité Sénatorial spécial des Activités Présidentielles (le Comité de Watergate du Sénateur Sam Ervin, ou le United States Senate Watergate Committee).
Après cette première incursion en politique, Léopold commence sa carrière dans l'immobilier.
En 1975, la persévérance de Stephen Léopold le mène à sa nomination en tant qu’adjoint exécutif de Brian Mulroney au cours de la soumission de ce dernier à la direction du parti progressiste-conservateur du Canada   (ISBN 0-7710-5469-6). Brian Mulroney devient par la suite premier ministre du Canada de 1984 à 1993. Dans l’autobiographie personnelle de Mulroney publiée en 2007 et intitulée « Brian Mulroney – Memoirs: 1939-1993  (ISBN 978-0-7710-6536-1) », l’ancien premier ministre fait référence à une époque remplie de voyages hilarants en compagnie de Stephen Léopold, qu’il décrit comme « un jeune Montréalais énergique et affable ».
À la fin de la campagne, Léopold revient au domaine de l’immobilier et devient le vice-président de la plus grande banque hypothécaire du Canada, Marcil Trust, qui fut par la suite achetée par la Banque Royale du Canada, et qui fait maintenant partie de RBC Marchés des Capitaux.
En 1977, Léopold fonde Léopold Consultants Immobiliers. La compagnie devient la plus grande compagnie en Amérique du Nord à ne représenter que des locataires. M. Léopold et son entreprise représentent des compagnies et des firmes de professionnels de tête de file d’Amérique du Nord dans le développement de nouveaux édifices à bureaux, leur fournissant un espace de location. Parmi ces édifices se trouve le 1001, boulevard de Maisonneuve Ouest, pour Aetna Insurance. En mai 1986, alors qu’il représente Coopers & Lybrand (aujourd’hui PriceWaterhouseCoopers), Clarkson Tétrault (maintenant McCarthy Tétrault) et Claridge Investments (la société d’investissements pour les descendants de Samuel Bronfman), M. Léopold est la source d’inspiration du redéveloppement de l’un des plus importants sites patrimoniaux du centre-ville de Montréal : l’Hôtel Windsor. Aujourd’hui, le Windsor demeure l’une des adresses de bureaux les plus prestigieuses de Montréal. Cette transaction illustre bien la stature que M. Léopold avait acquise en 1986 dans la communauté d’affaires canadienne. Son leadership dans l’industrie de l’immobilier ainsi que la publicisation de son association avec le premier ministre Brian Mulroney (1984-1993), amènent Léopold dans la mire de la presse canadienne. Il utilise sa notoriété pour prendre des positions publiques. En 1984, en tant que leader de la communauté anglophone de Montréal, Léopold déclare que malgré la menace du mouvement de souveraineté du Québec, les ressources d’énergie hydroélectrique du Québec permettraient à la province de maintenir une économie dynamique. Quelquefois controversé, en 1985, il affirme publiquement son incertitude quant aux régions où les grands fonds de pension sont investis, déclarant qu’il est insensé d’investir dans des régions sans accès facile au transport en commun. En 1986, il mène la première entreprise à boycotter les politiques de l’apartheid en Afrique du Sud lors d’une conférence au Canadian Club – le plus prestigieux club de conférences – qui accueillait le chef du comité d’échange entre le Canada et l’Afrique du Sud.  En 1989, Léopold est cité dans le Magazine Vista, une publication mensuelle nationale, dans un article intitulé « Stephen Leopold – Owner, Leopold Property Consultants – Kingpin of Canadian Real Estate ».
À la suite de son retour à Montréal en 2010, le journal national Globe and Mail fait paraitre une page complète intitulée « La Royauté Immobilière Revient Chez Nous ».  L’article dit qu’il est « le plus proche de la royauté immobilière dans la ville même s’il était parti pour deux décennies ». La Presse, le journal de premier plan au Québec, l'appelle la « légende vivante de l'industrie immobilière ».
En 2012, Léopold fonde AudaCité Montréal, un organisme sans but lucratif composé de principaux dirigeants d'entreprises de Montréal dont 20 membres de l'Ordre du Canada et de l'Ordre national du Québec. Le pont Champlain, le pont le plus achalandé au Canada, allait être remplacé en raison de son mauvais état. AudaCité Montréal propose que le nouveau pont soit emblématique, qu'il serve de modèle d'architecture et d'ingénierie à l'échelle mondiale, et qu'il devienne une destination touristique générant des milliards de dollars pour Montréal. De plus, Léopold et L. Yves Fortier, CC PC OQ QC, également membre d'AudaCité Montréal, propose que la plateforme du pont soit chauffée en hiver. L'idée était d'utiliser le chauffage pour annoncer au monde entier qu'il n'y avait aucun autre territoire sur la planète utilisant un pourcentage aussi grand d'énergie électrique verte et renouvelable. La pollution évitée, actuellement causée par des milliers de tonnes de sel jetées dans le fleuve Saint-Laurent à chaque année, aurait été mise en valeur.
En 2015, avec la décision de remplacer l'infrastructure de la rue Ste-Catherine, M. Léopold continue de promouvoir l'énergie verte et renouvelable qui distingue le Québec sur le plan international. Léopold propose l'installation de trottoirs chauffés et de bornes électriques pour véhicules électriques sur la rue Ste-Catherine, l'artère commerciale principale de Montréal. Ces objectifs ont depuis été embrassés et adoptés par le maire Denis Coderre. Par ailleurs, M. Léopold fait la page couverture de l'édition août/ septembre du magazine Immobilier Commercial, magazine d'immobilier le plus important au Québec, où il est qualifié d'«Entrepreneur de légende et visionnaire.»

### À New York
En 1993, Léopold déménage à New York pour entamer le développement de propriétés à grande échelle sur l’île de Manhattan. L’un des plus grands développements conclu par Léopold est la conception et la création de près de deux acres de foires alimentaires, de salles de banquet et de bars dans le World Trade Center. Plus tard, M. Léopold vend ses intérêts dans le projet du World Trade Center, peu avant les attentats du 11 septembre 2001.
Léopold a été conférencier invité et orateur dans plusieurs universités, notamment l'Université McGill, l'Université de Toronto, l'Université Concordia, l'Université de l'Alberta, l'université de Californie à Los Angeles (UCLA) et l'université Hofstra.
Léopold a également fait partie des conseils d’administration du Club Universitaire de Montréal, de l’Edmonton Art Gallery, du restaurant et de l'hôtel Ruby Foo’s, des Alouettes de Montréal de la Ligue canadienne de football et de la Guilde Canadienne des métiers d’art. Léopold fait présentement partie du Conseil des Gouverneurs du Roosevelt Institute qui, en partenariat avec National Parks et National Archives, est responsable de l’entretien des lieux de naissance, de la demeure et de la bibliothèque présidentielle du président Franklin Delano Roosevelt. Le conseil et est également responsable de distribuer les très prestigieux « 4 Freedoms Awards ».
Donald Trump dévoue un chapitre entier à M. Léopold dans le livre de Donald Trump intitulé « The Best Real Estate Advice I Ever Received: 100 Top Experts Share Their Strategies ».